# アレクサンドル・イヴァノヴィチ (トヴェリ大公)
アレクサンドル・イヴァノヴィチ（ロシア語: Александр Иванович、1379年頃 - 1425年10月25日）は、トヴェリ大公イヴァンの子である。トヴェリ大公（在位：1425年5月22日 - 10月25日）。

## 生涯
正確な誕生年は不明である。史料上の初出は1390年で、府主教キプリアン(ru)がトヴェリで面会した人物として名が記されている。
1399年、祖父のトヴェリ大公ミハイルが死亡し、父イヴァンがトヴェリ大公位を継いだ。1403年に父の命により、トヴェリの連隊を率いてカシンを攻め、これを占領した。また1404年、1411年には父の命によりリトアニア大公ヴィータウタスへの使者を務めた。
1425年に父イヴァンが死亡したのち、アレクサンドルはトヴェリ大公位を継いだが、およそ5ヵ月で自身も死亡した。死因はおそらく、この時期にルーシに蔓延していたペストによるものである。

## 妻子
1397年、モロガ公フョードルの娘（名は不明）と結婚した。子には以下の人物がいる。
- ヤロスラフ(ru) - ゴロデツ公
- ユーリー - トヴェリ大公
- ボリス - トヴェリ大公